# Unbreakable Kimmy Schmidt
Unbreakable Kimmy Schmidt è una serie televisiva statunitense creata da Tina Fey e Robert Carlock e resa disponibile dal 6 marzo 2015 sul servizio streaming on demand Netflix.
Inizialmente prevista sulla NBC, la serie è stata in seguito venduta a Netflix insieme a un ordine di produzione di due stagioni. La serie è stata acclamata dalla critica, e nel luglio 2015 è stata candidata a diversi premi Emmy, tra cui Miglior serie commedia. La quarta ed ultima stagione è disponibile su Netflix Italia dal 30 maggio 2018.
Nel 2020 esce un film conclusivo, Unbreakable Kimmy Schmidt - Kimmy vs il Reverendo (Unbreakable Kimmy Schmidt: Kimmy vs the Reverend), regia di Claire Scanlon, sempre su Netflix, con opzioni multiple per lo spettatore.

## Trama
La serie segue la ventinovenne Kimmy Schmidt mentre cerca di cominciare una nuova vita a New York dopo essere stata salvata da una setta apocalittica in Indiana. La storia si apre con il salvataggio di Kimmy e di altre tre donne dal bunker sotterraneo in cui sono state rinchiuse per quindici anni dal Reverendo Wayne Gary Wayne. Determinata a riprendersi la sua vita e piena di ottimismo, Kimmy decide di andare a New York, dove conosce l'anziana Lillian Kaushtupper, si trasferisce nell'appartamento dell'attore in erba Titus Andromedon e trova un lavoro come baby-sitter presso Jacqueline Voorhees, una signora dell'alta società. Con il loro aiuto, Kimmy cerca di adattarsi a un mondo a lei sconosciuto e di riprendersi la vita da adulta che le è stata sottratta.

## Episodi
| Stagione         | Episodi | Episodi | Pubblicazione USA | Pubblicazione Italia |
| ---------------- | ------- | ------- | ----------------- | -------------------- |
| Prima stagione   | 13      | 13      | 2015              | 2015                 |
| Seconda stagione | 13      | 13      | 2016              | 2016                 |
| Terza stagione   | 13      | 13      | 2017              | 2017                 |
| Quarta stagione  | 12      | 6       | 2018              | 2018                 |
| Quarta stagione  | 12      | 6       | 2019              | 2019                 |

## Personaggi e interpreti

### Principali
- Kimberly "Kimmy" Schmidt, interpretata da Ellie Kemper, doppiata da Eleonora Reti.
Una ragazza cresciuta in una setta che viene liberata e comincia una nuova vita a New York.
- Titus Andromedon (nato Ronald Wilkerson) interpretato da Tituss Burgess, doppiato da Nanni Baldini.
Un attore omosessuale che condivide l'appartamento con Kimmy e cerca di aver successo nel mondo dello spettacolo.
- Lillian Kaushtupper, interpretata da Carol Kane, doppiata da Cristina Noci.
La proprietaria dell'appartamento in cui vivono Kimmy e Titus.
- Jackie Lynn "Jacqueline" Voorhees, interpretata da Jane Krakowski, doppiata da Stella Musy.
Ricca signora di Manhattan che assume Kimmy come tata di suo figlio e della figliastra, figlia del marito.

### Ricorrenti
- Cyndee Pokorny, interpretata da Sara Chase, doppiata da Elena Perino.
La migliore amica di Kimmy all'interno della setta.
- Gretchen Chalker, interpretata da Lauren Adams, doppiata da Emanuela Damasio.
Membro volontario della setta da 10 anni, crede a tutto ciò che le viene detto.
- Donna Maria Nuñez, interpretata da Sol Miranda, doppiata da Doriana Chierici.
Membro della setta che finge di non saper parlare inglese, ha sfruttato la popolarità della vicenda per fondare una marca culinaria.
- Xanthippe Lannister Voorhees, interpretata da Dylan Gelula, doppiata da Joy Saltarelli.
La figliastra adolescente di Jacqueline, determinata a scoprire la vera identità di Kimmy.
- Buckley Voorhess, interpretato da Tanner Flood.
Il figlio di Jacqueline.
- Charles, interpretato da Andy Ridings.
Il tutore di Buckley che ha una cotta per Kimmy.
- Logan Beekman, interpretato da Adam Campbell, doppiato da Roberto Certomà.
Un ragazzo proveniente da una famiglia agiata e interessato a Kimmy.
- Fallong Nguyen, interpretato da Ki Hong Lee, doppiato da Alessio Puccio.
Il compagno di classe vietnamita di Kimmy.
- Vera, interpretata da Susanna Guzman.
La domestica di Jacqueline.
- Randy, interpretato da Tim Blake Nelson, doppiato da Vladimiro Conti.
Il nuovo marito della madre di Kimmy.
- Reverendo Richard Wayne Gary Wayne, interpretato da Jon Hamm, doppiato da Fabrizio Pucci.
L'uomo che ha rapito e imprigionato Kimmy, Cyndee, Gretchen e Donna per quindici anni.
- Marcia, interpretato da Tina Fey, doppiata da Francesca Fiorentini.
L'avvocato che rappresenta Kimmy e le altre ragazze nel caso contro il reverendo.
- Chris, interpretato da Jerry Minor, doppiato da Stefano Brusa.
Il secondo avvocato del caso e partner di Marcia.
- Micheal "Mikey" Politano, interpretato da Mike Carlsen, doppiato da Francesco Sechi.
Ex-fidanzato di Titus.
- Dr. Andrea Bayden, interpretata da Tina Fey, doppiata da Francesca Fiorentini.
Una psicologa con problemi di alcolismo che prende in cura Kimmy.
- Fern, interpretata da Sheri Foster, doppiata da Silvia Tortarolo.
Madre di Jacqueline, nativa americana dei Lakota.
- Virgil, interpretato da Gil Birmingham, doppiato da Roberto Draghetti.
Padre di Jacqueline e marito di Fern.
- Mimi Kanasis, interpretato da Amy Sedaris, doppiata da Antonella Rinaldi.
 Amica di Jacqueline.

### Guest star
- Grant, interpretato da John McMartin, doppiato da Carlo Reali.
Amico dei Voorhees e veterano di guerra.
- Coriolanus Burt, interpretato da James Monroe Iglehart. doppiato da Alberto Angrisano.
Rivale di Titus.
- Dr. Grant (Franff), interpretato da Martin Short, doppiato da Mino Caprio.
Chirurgo plastico di Jacqueline.
- Brandon, interpretato da Brandon Jones
Vecchia fiamma d'infanzia di Cyndee con la quale si fidanza successivamente.
- Mr. Lefkovitz, interpretato da Richard Kind, doppiato da Pasquale Anselmo.
Insegnante di scuola di Kimmy.
- Julian Voorhees, interpretato da Mark Harelik, doppiato da Francesco Prando.
Marito adultero di Jacqueline.
- Kymmi, interpretata da Kiernan Shipka, doppiata da Valentina Favazza
Sorellastra di Kimmy.
- Helene, interpretata da Christine Ebersole
Madre biologica di Xanthippe.
- M. Le Loup, interpretato da Dean Norris, doppiato da Edoardo Siravo
Insegnante di recitazione che aiuta Titus a tirar fuori la sua eterosessualità per avere una chance per un casting.
- Deirdre Robespierre, interpretata da Anna Camp, doppiata da Francesca Manicone e da Domitilla D'Amico (st. 3).
Rivale di Jacqueline.
- Sue e Bob Thompstein, interpretati da Zosia Mamet e Evan Jonigkeit
Una coppia di hipster provenienti da Austin.
- Dr. Dave, interpretato da Jeff Goldblum
Presentatore di un talk show.
- Ross Snyder, interpretato da David Cross, doppiato da Gerolamo Alchieri.
Un avvocato.
- Roland, interpretato da Kenan Thompson, doppiato da Davide Lepore.
Il marito deceduto di Lilian.
- Keith, interpretato da Samuel Page
- Purvis, interpretato da Joshua Jackson
- Billy Eichner, interpretato da Billy Eichner
- Ice-T, interpretato da Ice-T
- Judy, interpretata da Judy Gold
- Duke, interpretato da Josh Charles,doppiato da Roberto Certomà
- Lori-Ann Schmidt, interpretata da Lisa Kudrow, doppiata da Rossella Acerbo.
La madre di Kimmy.

## Produzione
Il 31 ottobre 2013 la NBC ordinò la produzione di 13 episodi della serie, chiamata Tooken, con Ellie Kemper nel ruolo della protagonista Kimmy Schmidt. La serie è creata e scritta da Tina Fey e Robert Carlock, che sono anche produttori esecutivi insieme a David Miner. Nel maggio seguente il titolo della serie venne cambiato in Unbreakable Kimmy Schmidt.
Il 21 novembre 2014 la NBC vendette un ordine di due stagioni della serie a Netflix, che ha distribuito l'intera prima stagione il 6 marzo 2015. La seconda stagione è stata pubblicata il 15 aprile 2016. Nel gennaio 2016 la serie venne rinnovata per una terza stagione, distribuita il 19 maggio 2017. Nel giugno 2017 Netflix annunciò il rinnovo per una quarta stagione.
La prima parte della quarta stagione è disponibile dal 30 maggio 2018 su Netflix.

### Casting
Il casting degli altri ruoli cominciò nel marzo 2014 con l'ingresso nel cast di Tituss Burgess nei panni di Titus, il compagno di casa di Kimmy. Poco dopo entrarono nel cast Sara Chase e Lauren Adams nei panni di Cyndee e Gretchen, due dei membri della setta. Jane Krakowski venne in seguito scelta per il ruolo di Jacqueline Voorhees, ruolo per il quale era inizialmente prevista Megan Dodds.

## Accoglienza
La serie è stata acclamata dalla critica. È stata definita "la miglior nuova comedy del 2015" da TV Guide; Max Nicholson di IGN ha scritto "Unbreakable Kimmy Schmidt di Tina Fey e Robert Carlock è un'altra vittoria per il catalogo di serie di Netflix. Non solo è affascinante e divertente, ma è anche totalmente stravagante e Ellie Kemper è perfetta nel ruolo principale".
La prima stagione ha ricevuto commenti entusiasti dalla critica. Su Rotten Tomatoes ha una percentuale di gradimento del 95% basato su 55 recensioni, e su Metacritic ha un punteggio di 78 su 100 basato su 29 recensioni. Su Rotten Tomatoes la seconda stagione ha un indice di gradimento del 100% basato su 29 recensioni, mentre su Metacritic ha un voto di 82 su 100 basato su 13 recensioni. La terza stagione ha un indice di gradimento del 91% su Rotten Tomatoes basato su 11 recensioni, Su Metacritic ha un voto di 82 su 100 basato su 7 recensioni.

### Riconoscimenti
- 2015 - Webby Award
  - Miglior attrice a Ellie Kemper
  - Miglior attore a Tituss Burgess
- 2015 - Critics' Choice Television Award
  - Nomination Miglior attore non protagonista in una serie commedia a Tituss Burgess
- 2015 - Television Critics Association Awards
  - Nomination Miglior serie TV commedia
- 2015 - Premy Emmy
  - Nomination Miglior serie televisiva commedia
  - Nomination Miglior attore non protagonista in una serie televisiva commedia a Tituss Burgess
  - Nomination Miglior attrice non protagonista in una serie televisiva commedia a Jane Krakowski
  - Nomination Miglior attore guest star in una serie televisiva commedia a Jon Hamm
  - Nomination Miglior attrice guest star in una serie televisiva commedia a Tina Fey
  - Nomination Miglior casting per una serie commedia a Jennifer Euston e Meredith Tucker
  - Nomination Miglior coordinamento stunt per una serie commedia o varietà a Jill Brown
- 2015 - Screen Actors Guild Awards
  - Nomination Miglior attrice in una serie commedia a Ellie Kemper 2015
- EWwy Awards
  - Nomination Miglior attrice a Ellie Kemper